# Omar Boucetta
Omar Farouk Boucetta (en arabe : عمر الفاروق بوستة) est né le 13 février 1921 à Marrakech, et décédé le 16 août 2021, à l’âge de 100 ans. Son père est Haj Ahmed Boucetta, intellectuel, poète et directeur scientifique de l’université Al Quaraouiyine de Fès. La fratrie d’Omar Boucetta comprend entre autres M'hamed Boucetta et Abdeljabbar Boucetta, responsable de football sur le plan régional et national dans les années 60 et 70.

## Biographie
Omar Boucetta débute sa scolarité avec un retard dû à sa fréquentation du msid, école coranique, où il fait l’apprentissage du Coran. Il part ensuite au primaire à la Medersa Ben Youssef dans la médina de Marrakech avant de suivre ses études secondaires à Rabat au collège Moulay Youssef.
Baccalauréat en poche, il entame ses trois premières années études de médecine à Alger au début de la Seconde Guerre Mondiale, la route pour la France étant coupée en raison du conflit. Il arrive à Paris en 1944, à la fin de la guerre au sud de l’Europe, et y reste jusqu’à l’obtention de son diplôme de médecin, en 1949.
Durant ses années d’études, il participe activement avec d’autres Marocains étudiants en France à la formation de compatriotes en vue d’en faire des nationalistes engagés dans la revendication, puis dans la lutte pour l’indépendance du Maroc.
Rentré au pays en 1950, il est affecté à l’hôpital Cocard de Fès, ville où son oncle Fatmi Benslimane est pacha ; à l’hôpital, il est chargé du service gynécologique. Il exerce son métier parallèlement à ses activités nationalistes, animation de réunions de l’Istiqlal, formation des futures élites, interventions médicales auprès de résistants blessés par les Français, ce qu’il lui vaut un mandat de recherche en 1953 pour atteinte à la sécurité de l’Etat français. Durant son séjour à Fès, il présidera aux destinées du mythique club de la ville, le MAS, de 1951 à 1954.
Avec sa femme Aziza Sebti, issue d’une grande famille bourgeoise de Fès, il s’installe à Casablanca et poursuit ses activités dans le domaine du sport, avec la co-fondation et la présidence de la Fédération royale marocaine de football (1957-1962), et aussi la vice-présidence du Comité Olympique dont il contribue également à la création.
Sur le plan professionnel, Omar Boucetta est chargé de la direction du service de santé des Forces Armées Royales en 1957 et il préside le Conseil de l’Ordre des médecins de Casablanca de 1961 à 1962. Il exerce alors la médecine dans son cabinet privé casablancais.
En 1962, il entame une longue carrière diplomatique, qui le conduira comme ambassadeur au Liban (1962), puis en Italie et en Grèce (1962-1965), ensuite en Allemagne Fédérale (1965-1967)et enfin en Tunisie (1967-1969). 
Il sera le premier ministre marocain de la Jeunesse, des Sports et des Affaires sociales en 1969-1970,.
Il quitte ensuite la sphère politique et sportive pour exercer la médecine dans son cabinet casablancais, avant d’être élu en 1983 président du conseil de la Commune urbaine d’Ain Chock, parallèlement à ses fonctions de PDG de la cimenterie de Marrakech, Asmar.

De lui, Taïeb Sebti, ambassadeur du Maroc, à la cérémonie de réception du Lion’s Club (mai 1975) dira :
Il a fréquenté Rois et Présidents, il a géré des affaires d’État, il a soulagé et soulage toujours beaucoup de souffrances.
En 1975, il se porte volontaire pour la Marche Verte qui a mobilisé 350000 personnes marchant vers le Sahara occidental encore sous occupation espagnole. Il a longé les convois pour prodiguer les soins nécessaires aux personnes malades ou souffrantes.
Enfin, sur le plan intellectuel, et outre son recueil de poésie « Sawanih el Ouijdane » publié en 1984, Omar Boucetta a effectué plusieurs travaux de recherche en médecine (psychologie du malade marocain, le jeûne, la syphilis nerveuse, la maladie de Recklinghausen, vie et œuvre d’Ibn Sina,…).
Omar Boucetta est titulaire de plusieurs médailles et décorations nationales et étrangères. 

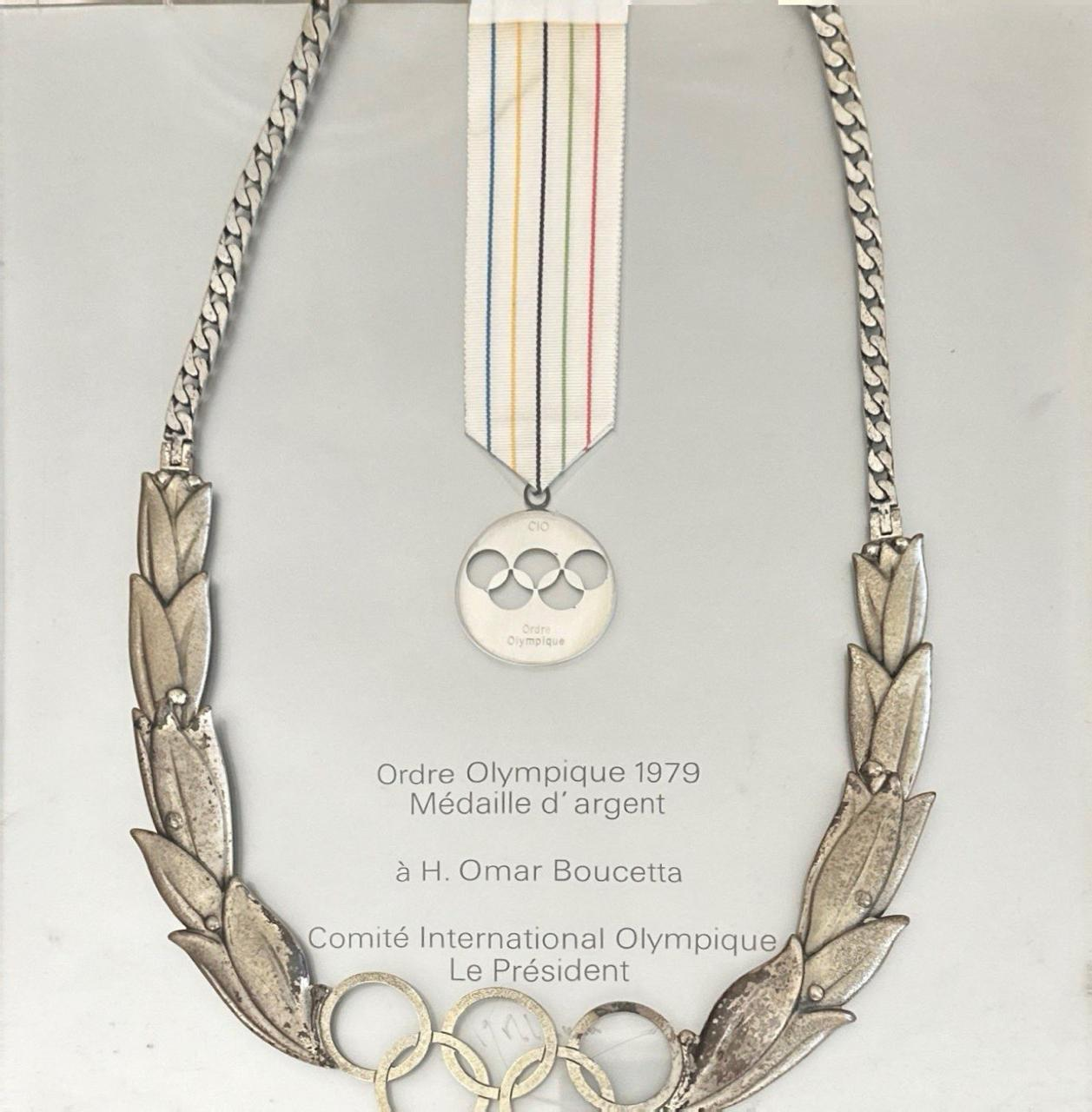
Médaille olympique à l'attention d'Omar Boucetta

En 1979, pour services rendus au sport, le Comité International Olympique lui décerne, avec quatre autres personnes dans le monde, la Médaille d’argent de l’Ordre Olympique. Feu Omar Boucetta est le seul Marocain à détenir cette Médaille.
Omar Boucetta est père de quatre enfants, Fatiha (avocate puis notaire, photographe et écrivaine, décédée en 2007), Fadel (avocat), Ahmed Amine (architecte) et Aziz (journaliste).